# Breznička (okres Stropkov)
Breznička je obec na Slovensku v okrese Stropkov. První zmínka z roku 1430 hovoří o osadě Novabriza, roku 1454 je zmiňována Kysbriznicze ,1773 Mala Breznicza , 1920 Brežnička. Dnešní název nese obec od roku 1927. Žije zde 131 obyvatel.

## Znak
Na modrém štítu jsou zobrazeny v dolní třetině zkřížené sekery. Uprostřed osy je umístěn meč směřující hrotem na zkřížené sekery. Meč je překřížen zavěšenými váhami.

## Památky
- Řeckokatolický chrám sv. Michaela archanděla z 19. století[2]